# História de Angola
A história de Angola encontra-se documentada do ponto de vista arqueológico desde o paleolítico, através de fontes escritas e orais, desde meados do primeiro milénio. Este país da África Austral constituiu-se na situação de uma colónia portuguesa, estatuto que teve até 11 de novembro de 1975, quando acedeu à independência na sequência de uma guerra de libertação e de uma revolução na então "metrópole".

## História pré-colonial
Em Lunda Norte, no Zaire e no Cuangar foram encontrados instrumentos de pedra e outros, dos homens do Paleolítico. No Deserto do Namibe foram encontradas gravuras rupestres nas rochas. Trata-se das gravuras do Chitundo-Hulu, atribuídas aos antepassados dos sãs.
Nos primeiros quinhentos anos da era actual, as populações bantas da África Central, que já dominavam a siderurgia do ferro, iniciaram uma série de migrações para leste e para sul, a que se chamou a expansão banta, alcançado o atual território angolana por volta do fim do primeiro milénio.
Destas populações, destacam-se os congos, a norte; os ambundos, que ocupavam a região do baixo Cuanza e do médio Cuango; os lundas, a nordeste, entre os rios Cassai, Luangue-Lucala e Lungué-Bungo; e os ovimbundos dos planaltos do Amboim e Central de Angola.

### A chegada dos portugueses
Os portugueses, sob o comando de Diogo Cão, no reinado de D. João II, chegaram ao Zaire em 1482, estabelecendo uma aliança com o Reino do Congo, que dominava toda a região. A partir da década de 1490, com a criação da colónia de São Tomé e, mais tarde, do Brasil, Portugal começou a adquirir escravos do Congo para as plantações, marcando o início do comércio atlântico de escravos.
Durante o reinado de Afonso I do Congo, as relações com Portugal atingiram seu auge, com forte intercâmbio cultural e económico, mas estas relações deterioram-se com os seus sucessores e as tentativas de estabelecer relações com o reino do Dongo, mais a sul, foram sempre desastrosas. Assim, em 1571, Sebastião I de Portugal concedeu a Paulo Dias de Novais uma carta de doação que lhe dava o título de "Governador e Capitão-Mor do Reino de Sebastião na Conquista da Etiópia", dando início à colonização de Angola.

## Colonização de Angola
O primeiro governador de Angola, Paulo Dias de Novais, procura delimitar este vasto território e explorar os seus recursos naturais, em particular minas de prata que ouvira falar. A penetração para o interior é muito limitada. Em 1576 fundam São Paulo da Assunção de Luanda, a actual cidade de Luanda. Angola transforma-se rapidamente no principal mercado abastecedor de escravos para as plantações da cana-de-açúcar do Brasil.
Durante a ocupação filipina de Portugal (1580-1640), os holandeses procuram desapossar os portugueses desta região, ocupando grande parte do litoral (Benguela, Santo António do Zaire, as barras do Bengo e do Cuanza). Em 1648 tropas portuguesas (luso-brasileiras) expulsam os holandeses, possibilitando o reatamento das linhas de comércio (essencialmente tráfego de escravos) de
Salvador e Rio de Janeiro com Luanda.

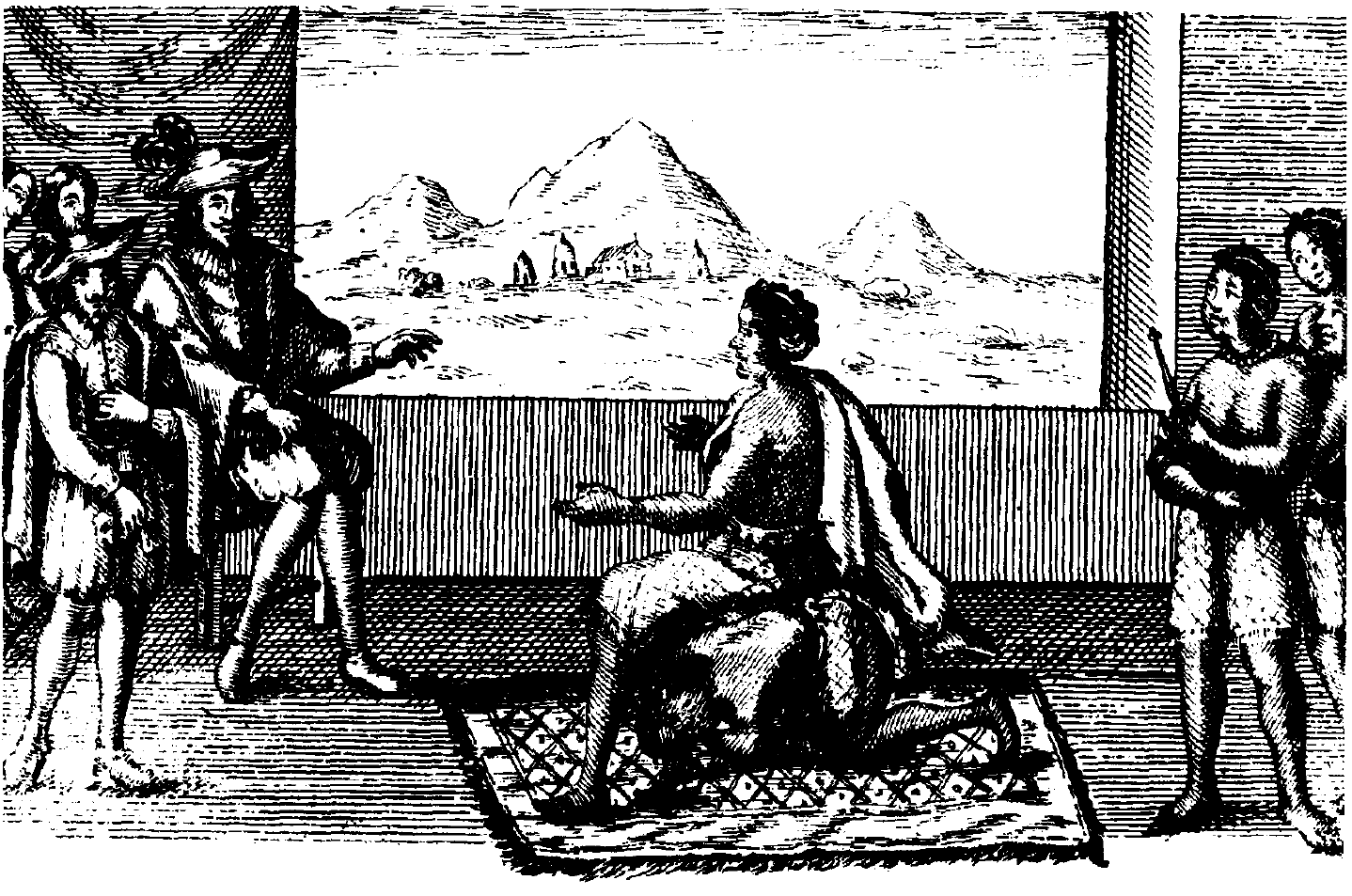
Ilustração da rainha Nzinga em negociações de Paz com o governador português em Luanda em 1657.

Até finais do século XVIII, Angola funciona como um reservatório de escravos para as plantações e minas do Brasil ou de outras colónias portuguesas do continente americano. A ocupação dos portugueses aposta nas fortalezas e feitorias estabelecidas na costa.
A colonização efectiva do interior só se inicia no século XIX, após a independência do Brasil (1822) e o fim do tráfico de escravos (1836-42), mas não da escravatura. Esta ocupação do interior tinha o carácter de uma resposta às pretensões de outras potências europeias, como a Grã-Bretanha, a Alemanha e a França, que reclamavam na altura o seu quinhão em África. Diversos tratados são firmados estabelecendo os territórios que a cada uma cabem, de acordo com o seu poder e habilidade negocial.
Entre 1822 e 1823, centrado em Benguela e aglutinando outras cidades do litoral, surgia a Confederação Brasílica, um Estado separatista que tinha a finalidade de juntar Angola ao recém-independente Brasil. Esse movimento foi formado por colonos e soldados de Benguela que em boa parte provinham do Brasil. O governo da colónia exilado em São Tomé chamou reforços e esmagou esta revolta.
Uma boa parte desses colonos são presos deportados de Portugal, como o célebre Zé do Telhado. Paralelamente são feitas diversas viagens com objectivos políticos e científicos para o interior do território angolano, tais como: José Rodrigues Graça (1843-1848) - Malanje e Bié; José Brochado - Huambo, Mulando, Cuanhama; Silva Porto - Bié.
Devido à ausência de vias de comunicação terrestres, as campanhas de ocupação do interior são feitas através dos cursos fluviais: bacia do Cuango (1862), bacia do Cuanza (1895, 1905 e 1908); bacia do Cubango (1886-1889, 1902 e 1906); bacia do Cunene (1906-1907, 1914-1917); bacia do Zambeze (1895-1896); entre Zeusa e Dande (1872-1907), etc.
Algumas campanhas militares transformaram-se em grandes exercícios bélicos que marcaram a mudança nos rumos do colonialismo lusitano, como foi o caso da Segunda Guerra Luso-Ovimbundo. Este foi um conflito armado entre os reinos dos povos ovimbundos, principalmente na figura dos reinos Bailundo, Huambo e Bié, contra o Império Português, motivado pela ambição colonial pelo controle das rotas comerciais e pelo súbito declínio do preço da borracha de raiz. Portugal venceu e subjugou os povos do planalto central, restando somente um último grande bastião de resistência no reino Cuanhama, que foi subjugado na Campanha de Cubango-Cunene.
As fronteiras de Angola começam a ser definidas em finais do século XIX e concluem-se pouco antes da década de 1920, sendo a sua extensão muitíssimo maior do que a do território dos ambundos, a cuja língua o termo Angola anda associado.

## 1900-1960

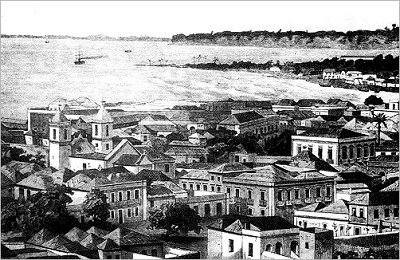
Vista de Luanda em 1883

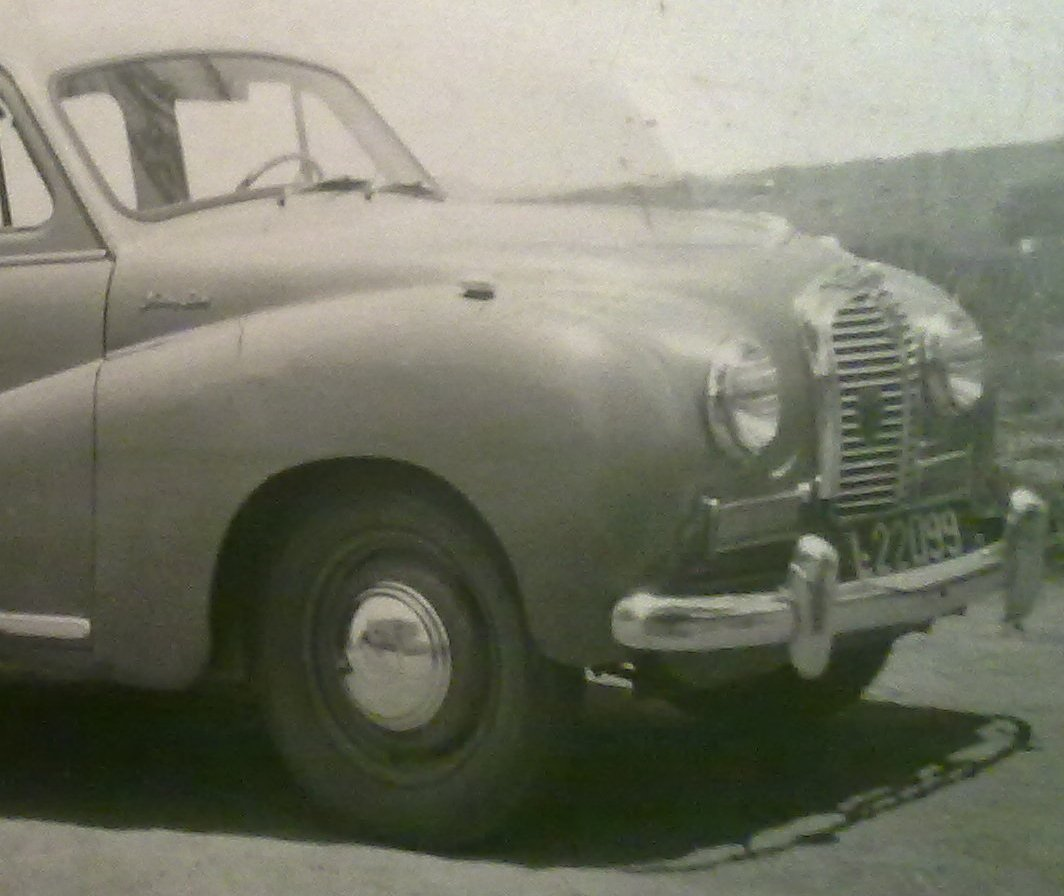
Automóvel em Angola, em 1949

A colonização de Angola, após a implantação de um regime republicano em Portugal (1910), entra numa nova fase. Os republicanos haviam criticado duramente os governos monárquicos por terem abandonado as colónias. O aspecto mais relevante da sua ação circunscreveu-se à criação de escolas. No plano económico, desde muito tempo era legal 1916 na região de Luanda.
O desenvolvimento económico só se inicia de forma sistemática, em finais da década de 1930, quando se incrementa a produção de café, sisal, cana do açúcar, milho e outros produtos. Trata-se de produtos destinados à exportação.
A exportação da cana do açúcar, em 1914, pouco ultrapassava as 6 milhões de toneladas. Em 1940 atingia já 4 mil milhões de toneladas exportadas.[carece de fontes?] As fazendas e a indústria concentraram-se à volta das cidades de Luena e de Benguela.
A exportação de sisal desenvolve-se durante a Segunda Guerra Mundial (1939-1945). Em 1920, foram exportadas pouco mais que 62 toneladas , mas em 1941 atingia-se já as 3.888. Dois anos depois, 12 731 toneladas. Em 1973 situavam-se nas 53 499. Estas plantações situavam-se no planalto do Huambo, do Cubal para Leste, nas margens da linha férrea do Dilolo, Bocoió, Balumbo, Luimbale, Lepi, Sambo, mas também no Cuinha do norte e Malange.
Entre 1939 e 1943, as operações do exército português contra os nómadas mucubais no sul de Angola, acusados de rebelião e roubo de gado, resultaram em centenas de mortes. Segundo os portugueses, os mucubais eram cerca de 5.000 e ocupavam uma área de dois terços do tamanho de Portugal. Durante a campanha, 3.529 foram presos, sendo 20% mulheres e crianças, e encarcerados em campos de concentração. Muitos morreram em cativeiro de desnutrição, violência e trabalho forçado. Cerca de 600 foram enviados para São Tomé e Príncipe. Centenas também foram enviadas para um acampamento em Damba, onde 26% morreram.
Abre-se um novo ciclo económico em Angola, que se prolonga até 1972, quando a exploração petrolífera em Cabinda começar a dar os seus resultados. A subida da cotação do café no mercado mundial, a partir de 1950, contribuiu decisivamente para o aumento vertiginoso desta produção. Em 1900, as exportações pouco ultrapassaram as 5.800 milhões de toneladas. Em 1930 atingiam as 14 851. Em 1943 subiam para 18 838. A partir daqui o crescimento foi vertiginoso. Em 1968 forma exportadas 182 954 e quatro anos depois, 218 681 toneladas.
Para além destes produtos, desenvolve-se a exploração dos minérios de ferro. Em 1957 funda-se a Companhia Mineira do Lobito, que explorava as minas de Jamba, Cassinga e Txamutete. Exploração que cedeu depois à Brasileira Krupp.
O desenvolvimento destas explorações, foi acompanhado por vagas de imigrantes incentivados e apoiados muitas vezes pelo próprio Estado. Entre 1941 e 1950, saíram de Portugal cerca de 110 mil imigrantes com destino às colónias, a maioria fixou-se em Angola. O fluxo imigratório prosseguiu nos anos 1950 e 60.
Na década de 1950, a questão da descolonização das colónias africanas emerge no plano internacional e torna-se uma questão incontornável. Em 1956 é publicado o primeiro manifesto do Movimento Popular de Libertação de Angola (MPLA).

## 1961-1974

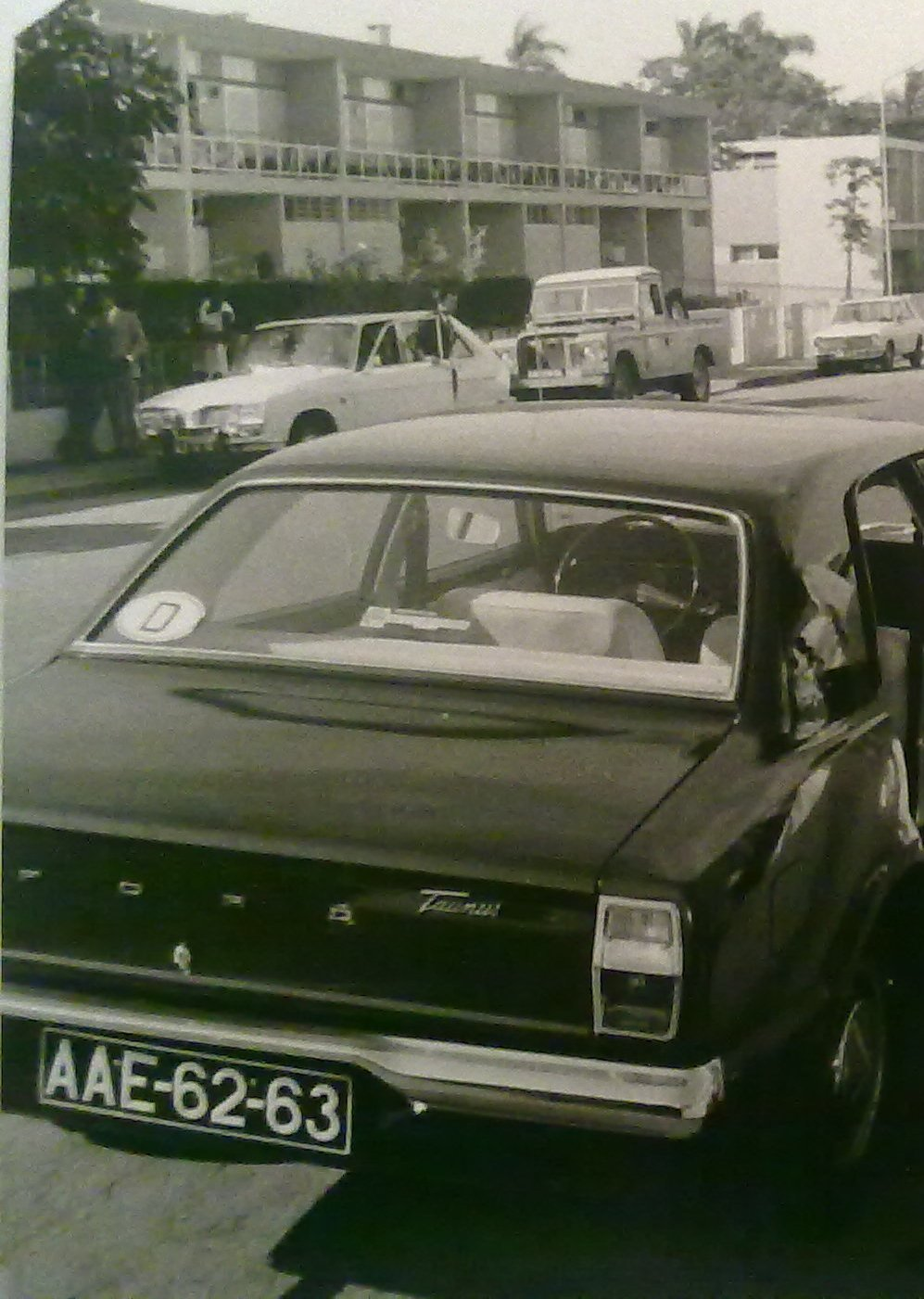
Ford Taunus em Luanda, em 1972.

A Independência do Congo Belga, em 1960, teve uma grande influência no despoletar dos acontecimentos que marcaram o início da actuação dos movimentos independentistas em Angola. Este acontecimento acelerou o ressurgimento de grupos políticos angolanos.
No princípio dos anos 1960, três movimentos de libertação (UPA/FNLA, MPLA e UNITA) desencadearam uma luta armada contra o colonialismo português.
O governo de Portugal (uma ditadura desde 1926), recusou-se a dialogar e prosseguiu na defesa até ao limite do último grande império colonial europeu. Para África foram mobilizados centenas de milhares de soldados. Enquanto durou o conflito armado, Portugal procurou consolidar a sua presença em Angola, promovendo a realização de importantes obras públicas. A produção industrial e agrícola conheceram neste território um desenvolvimento impressionante. A exploração do petróleo de Cabinda iniciou-se em 1968, representando em 1973 cerca de 30% das receitas das exportações desta colónia. Entre 1960 e 1973 a taxa de crescimento do Produto Interno Bruto (PIB) de Angola foi de 7% ao ano.

## Independência e guerra civil

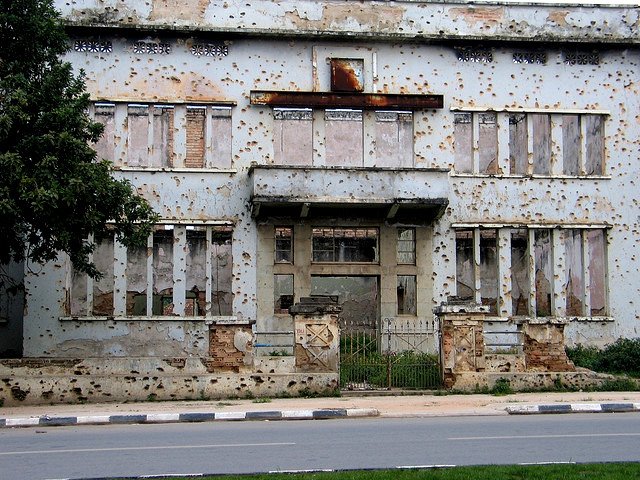
Legado da guerra civil: edifício destruído no Huambo.

Na sequência do derrube da ditadura em Portugal, na Revolução de 25 de Abril de 1974, abriram-se perspectivas imediatas para a independência de Angola. O novo governo revolucionário português abriu negociações, no Acordos de Alvor, em janeiro de 1975, com os três principais movimentos de libertação (MPLA, FNLA e UNITA), definindo um período de transição e o processo de implantação da nova república em Angola.
A independência de Angola não foi o início da paz, mas o início de uma nova guerra aberta. Muito antes do Dia da Independência, a 11 de novembro de 1975, já os três grupos nacionalistas que tinham combatido o colonialismo português lutavam entre si pelo controle do país, e em particular da capital, Luanda. Cada um deles era na altura apoiado por potências estrangeiras, dando ao conflito uma dimensão internacional.
A União Soviética e principalmente Cuba apoiavam o MPLA, que controlava a cidade de Luanda e a província de Cabinda, e algumas outras regiões da costa, nomeadamente o Sumbe, o Lobito e Benguela. Os cubanos não tardaram a desembarcar em Angola (5 de Outubro de 1975). O regime do apartheid da África do Sul apoiava a UNITA e invadiu Angola (9 de agosto de 1975). O Zaire, que apoiava a FNLA, invadiu também este país, em julho de 1975. A FNLA contava também com o apoio da China, mercenários portugueses e britânicos mas também com o apoio da África do Sul.
Os Estados Unidos, que apoiaram inicialmente apenas a FNLA, não tardaram a ajudar também a UNITA. Neste caso, o apoio manteve-se até 1993. A sua estratégia foi durante muito tempo dividir Angola.
Em outubro de 1975, a ponte aérea Cuba-Angola, organizada pelos soviéticos, disponibilizou quantidades enormes de armas e soldados cubanos para o novo governo angolano sob comando do MPLA, situação que mudou os rumos da guerra. As tropas sul-africanas e zairenses retiraram-se e o MPLA conseguiu formar uma república popular.
O Brasil rapidamente estabeleceu relações diplomáticas com a nova República que se instalara. Fez isso antes mesmo de qualquer país do bloco comunista. Nenhum país ocidental ou mesmo africano seguiu imediatamente o seu exemplo. A decisão de reconhecer como legítimo as tropas do MPLA sob comando de Agostinho Neto foi tomada pelo então presidente Ernesto Geisel ainda em 6 de novembro, antes da data oficial de Independência de Angola.
Já em fevereiro de 1976, a Organização da Unidade Africana reconheceu Angola e o novo governo, e em dezembro do mesmo ano a Organização das Nações Unidas reconheciam o governo do MPLA como o legítimo representante de Angola, o que não foi seguido nem pelos EUA, nem pela África do Sul.
No meio do caos que Angola se havia tornado, cerca de 800 mil portugueses abandonaram este país entre 1974 e 1976, o que agravou de forma dramática a situação económica.
A 27 maio de 1977, um movimento de dissidência do MPLA encabeçado por Nito Alves, que ficou conhecido como Fraccionismo, desencadeou a tentativa de golpe de Estado em Angola em 1977, terminando numa violenta purga que se prolongou por dois anos. Em dezembro, no rescaldo do golpe, o MPLA realizou o seu 1º Congresso, onde se proclamou como sendo um partido marxista-leninista, adoptando o nome de MPLA-Partido do Trabalho.
A guerra continuava a alastrar por todo o território. A UNITA e a FNLA, que em 1975 haviam se juntado contra o MPLA, entram em conflito em 1976 e divergem até 2002. No início de 1976, a UNITA acabou por ser expulsa do seu quartel-general no Huambo, sendo as suas forças dispersas e impelidas a Zâmbi e para a Namíbia ocupada pela África do Sul. Mais tarde, porém, o partido reagrupou-se, iniciando uma guerra longa e devastadora contra o governo do MPLA. A UNITA apresentava-se como sendo anticomunista e pró-ocidental, com uma forte ideologia tribalista, principalmente assentada na população ovimbunda do sul e centro de Angola.
Agostinho Neto morreu em Moscovo a 10 de setembro de 1979. Com a morte de Neto, houve a breve presidência de Lúcio Lara e a ascensão de José Eduardo dos Santos.
No início da década de 1980, o número de mortos e refugiados não parou de aumentar. As infraestruturas do país eram consecutivamente destruídas. Os ataques da África do Sul não paravam. Em agosto de 1981, lançaram a operação Smokeshell utilizando 15.000 soldados, blindados e aviões, avançando mais de 200 km na província do Cunene (sul de Angola). O governo da África do Sul justificou a sua acção afirmando que na região estavam instaladas bases dos guerrilheiros da Organização do Povo do Sudoeste Africano (SWAPO), o movimento de libertação da Namíbia. Na realidade tratava-se de uma acção de apoio à UNITA, tendo em vista a criação de uma "zona libertada" sob a sua administração. Estes conflitos só terminaram com a retumbante vitória angolana na Batalha de Cuito Cuanavale, forçando a assinatura, em dezembro de 1988, dos Acordos tripartidos de Nova Iorque (Angola, África do Sul e Cuba) que estabelecia a Independência da Namíbia e a retirada dos cubanos de Angola.
Com a queda do bloco comunista, abrem-se possibilidades de acordos. Em junho de 1989, em Gebadolite (Zaire), a UNITA e o MPLA estabeleceram uma nova trégua. A paz apenas durou dois meses. Em fins de abril de 1990, o governo de Angola anunciou o reinício das conversações directas com a UNITA, com vista ao estabelecimento do cessar-fogo. No mês seguinte, a UNITA reconhecia oficialmente José Eduardo dos Santos como o Chefe de Estado angolano. A dissolução da União Soviética acelerou as negociações. No final do ano, o MPLA anunciava a introdução de reformas do nistema político do país. A 11 de maio de 1991, o governo publicou uma lei que autorizava a criação de novos partidos, pondo fim ao monopartidarismo. A 22 de Maio os últimos cubanos saíram de Angola. Em 31 de maio de 1991, com a mediação de Portugal, EUA, União Soviética e da ONU, celebraram-se os acordos de Bicesse (Estoril), um tentativa de encerrar a guerra civil que ocorria desde 1975, inclusive com a realização de eleições.
As eleições de Setembro de 1992, deram a vitória ao MPLA (cerca de 50% dos votos). A UNITA (cerca de 40% dos votos) não reconheceu os resultados eleitorais. Os acordos de paz são quebrados pela UNITA, e reiniciam-se as hostilidades, primeiro em Luanda, mas alastrando-se rapidamente ao restante território. A UNITA restabeleceu primeiramente a sua base no Planalto Central, com sede no Huambo (antiga Nova Lisboa), no leste e norte diamantífero.
Em 1993, o Conselho de Segurança das Nações Unidas embargou as transferências de armas e petróleo para a UNITA. Tanto o governo como a UNITA acordaram em parar as novas aquisições de armas, mas tudo não passou de palavras.
Em novembro de 1994, celebrou-se o Protocolo de Lusaca, na Zâmbia entre a UNITA e o Governo de Angola (MPLA). A UNITA usou o acordo de paz de Lusaca para impedir mais perdas territoriais e para fortalecer as suas forças militares. Em 1996 e 1997 adquiriu grandes quantidades de armamentos e combustível, enquanto ia protelando vários dos compromissos que assumira através do Protocolo de Lusaca.
Diante do descumprimentos dos acordos e protocolos pela UNITA, os Estados Unidos passou a apoiar unicamente o governo do MPLA, o que marcou o declínio militar e político da UNITA, com este movimento a ter cada vez mais dificuldades em financiar as suas compras militares, perante o avanço no terreno das Forças Armadas de Angola (FAA), e dado o embargo internacional e diplomático a que se viu votada.
Em dezembro de 1998, Angola retornou ao estado de guerra aberta, que só parou em 2002, com a morte de Jonas Savimbi (líder da UNITA). Com a morte do líder histórico da UNITA, este movimento iniciou negociações com o Governo de Angola com vista à deposição das armas. Neste mesmo ano foi assinado o Memorando de Entendimento do Luena — complemento aos acordos de paz de Bicesse e Lusaca —, que definiram a conversão da UNITA em partido civil com o abandono da luta armada.